# Ernst Flückiger (Politiker)

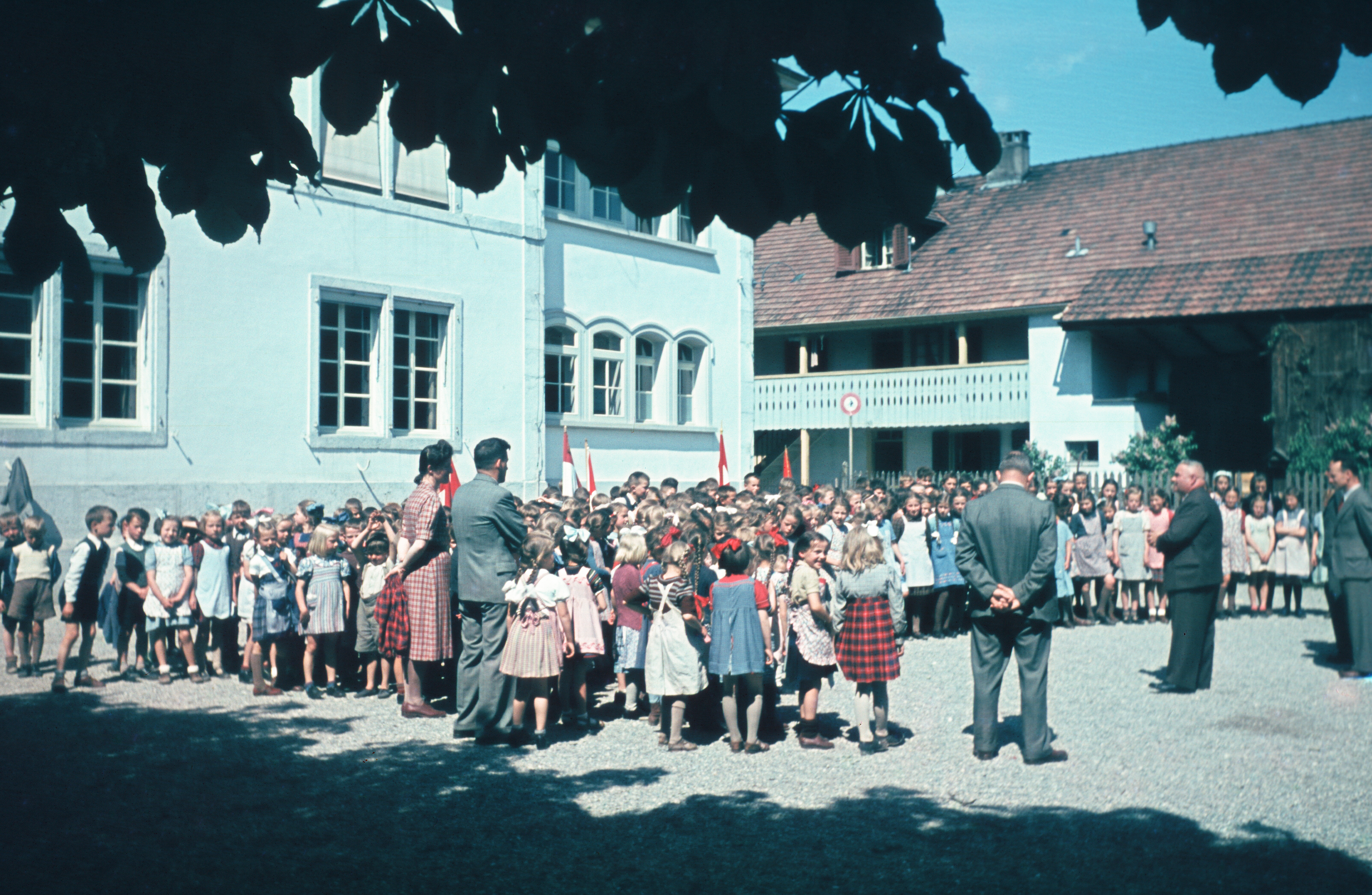
Ernst Flückiger (Redner) am 8. Mai 1945

Ernst Flückiger (* 14. Dezember 1889 in Derendingen; † 24. Februar 1955 in Luterbach; heimatberechtigt in Lützelflüh) war ein Schweizer Sozialpolitiker (FDP) und Gewerkschafter.

## Leben

### Familie
Ernst Flückiger war der älteste Sohn des gleichnamigen Textilwerkmeisters Ernst Flückiger.
Er war ab 1908 mit Bertha (geb. Grossen) verheiratet. Er verstarb an den Folgen eines schweren Verkehrsunfalls.

### Berufliches und politisches Wirken
Nach dem Besuch der Primarschule kam Ernst Flückiger nach der 4. Klasse zu einem Bauern, um Geld zu verdienen. 1903 wurde er, nach der Beendigung der Schule und im Alter von vierzehn Jahren, in der Baumwollspinnerei Derendingen als Fabrikarbeiter und später als Spinner eingestellt und war ab 1911 dort als Werkmeister tätig.
Er trat 1910 in die FDP ein und war von 1919 bis 1955 Sekretär des Freien Arbeiterbundes des Kantons Solothurn; in dieser Zeit war er von 1926 bis zu seinem Rücktritt 1944 auch halbamtlicher Sekretär der Kantonalpartei.
Unter seiner und der Führung von Robert Schöpfer erreichte die Freisinnig-Demokratische Partei des Kantons Solothurn bei den Kantonsratswahlen 1937 das absolute Mehr.
Ernst Flückiger war von 1921 bis 1941 Kantonsrat, von 1931 bis 1943 und 1947, für den verstorbenen Jean Meier (1881–1946), Nationalrat und von 1937 bis 1946 und 1947 Gemeindeammann in Luterbach.
1932 wurde er zum Präsidenten des ständigen Ausschusses zur Propaganda und Organisation im Zentralvorstand der freisinnig-demokratischen Partei bestellt.
Er gehörte 1933 dem Verwaltungsrat der Treuhandstelle für Kleinindustrielle der Uhrenindustrie an, dessen Präsident Alfred Moll war.
1937 führte er in über 300 Sitzungen und Besprechungen verschiedene Arbeitsverträge und Lohnverhandlungen zu einem erfolgreichen Ende.
1938 regte er die Schaffung eines Ausgleichsfonds für die Arbeitslosenkassen an und im selben Jahr erreichte er, dass der Verband stadtbernischer Industrieller beschloss, seinen Arbeitern und Angestellten während der Rekrutenschule 25 Prozent und während der Wiederholungskurse 100 Prozent des Lohnes zu zahlen sowie Ledigen eine Woche bezahlte Ferien zu gewähren.
Er übernahm 1938 von Arnold Saxer (1896–1975), der Direktor des Bundesamts für Sozialversicherung wurde, die Führung des ständigen Ausschusses für Arbeitnehmerfragen der FDP der Schweiz.
1939 wurde er in den Verwaltungsrat der Schweizerischen Unfallversicherung gewählt.
Es erfolgte 1941 seine Wahl in die Eidgenössische Expertenkommission für das Arbeitslosenversicherungswesen.
1942 setzte er sich in einer Motion für die Einführung der politischen Gleichberechtigung der Frauen in Gemeindeangelegenheiten ein, die jedoch im darauffolgenden Jahr durch den Grossen Rat des Kantons Bern abgelehnt wurde.

### Politisches und gesellschaftliches Wirken
Ernst Flückiger setzte sich für Sozialpolitik und Arbeitnehmerfragen ein und war ein Verfechter sozialer Postulate und des Gesamtarbeitsvertrags.
1946 kam es zu einem Prozess gegen Ernst Flückiger wegen Ehrbeleidigung. Er hatte auf einer Veranstaltung am 20. November 1945 im Bürgerhaus in Bern in einem Vortrag unter anderem geäussert, die Partei der Arbeit der Schweiz (PdA) sei demokratie- und staatsfeindlich, sie erstrebe die Revolution, die gewaltsame Beseitigung der Demokratie, unterhalte Beziehungen mit Sowjetrussland, bereite sich auf den Barrikadenkampf vor und habe dazu Zellen gebildet, deren Mitglieder für den Nahkampf ausgebildet würden. Hierauf reichte Léon Nicole, Präsident der Partei, der auch als Privatkläger auftrat, Klage wegen Ehrbeleidigung ein, worauf im Juli 1947 die Beweisaufnahme vor Gericht begann. Ernst Flückiger wurde im Oktober 1946 in der Privatklage wegen Verleumdung schuldig gesprochen und zu einer Geldstrafe verurteilt; in der Klage der PdA wurde er freigesprochen. Ein später eingesetztes Ehrengericht des Landesverbands Freier Schweizer Arbeiter sprach Ernst Flückinger 1947 das Vertrauen aus.

## Mitgliedschaften
Ernst Flückiger wurde 1941 zum Zentralpräsidenten des Landesverbandes Freier Schweizer Arbeiter gewählt und trat 1946 von seinem Amt zurück; nach seinem Rücktritt wurde er zum Ehrenmitglied gewählt.
Er wurde in den 1920er Jahren zum Vorsitzenden des Nationalen Arbeitnehmerkartells (auch neutrales Gewerkschaftskartell) gewählt, das seinerzeit 80.000 Personen umfasste.
Ernst Flückiger war Mitglied der Schweizer Spende.
1937 erfolgte seine Wahl zum Zentralpräsidenten des Schweizerischen Zentralververbands der Liegenschaften-Berufsvermittler.

## Schriften (Auswahl)
- Preis und Lohn – eine Schicksalsfrage. In: Der Schweizer Arbeitnehmer vom 6. November 1941. S. 1 (Digitalisat).